# Jari Isometsä
Jari Olavi Isometsä (né le 11 septembre 1968 à Alatornio) était un fondeur finlandais.

## Palmarès

### Jeux Olympiques
| Épreuve / Édition | Albertville 1992 | Lillehammer 1994 | Nagano 1998 |
| 10 km             | 16e              | 23e              | 15e         |
| 25 km Poursuite   | 12e              |                  | 8e          |
| 30 km             |                  | 6e               | 4e          |
| 50 km             | 22e              |                  |             |
| 4 × 10 km         | Bronze           | Bronze           | Bronze      |

### Championnats du monde
| Épreuve / Édition | Val di Fiemme 1991 | Falun 1993 | Thunder Bay 1995 | Trondheim 1997 | Ramsau 1999 |
| 10 km             |                    | 15e        | 8e               | 14e            | 11e         |
| 25 km Poursuite   |                    | 13e        | Bronze           | 6e             | 4e          |
| 30 km             |                    |            | 9e               | 14e            |             |
| 50 km             |                    |            | 11e              | 13e            | 14e         |
| 4 × 10 km         | Bronze             |            | Argent           | Argent         |             |

### Coupe du monde
- Meilleur classement final : 2e en 2000.
- 4 victoires.